# Batalla de Uhud
La Batalla de Uhud (árabe: غزوة أحد, Ġazwat ʾUḥud) se libró el 23 de marzo de 625 (3 de Shawwal del año 3 después de la Hégira en el Calendario islámico) en el Monte Uhud, en lo que es actualmente el noroeste de Arabia. Se enfrentaron una fuerza de la comunidad musulmana de Medina, liderada por el profeta del islam, Mahoma, y una fuerza al mando de Abu Sufyan de la Meca, la población de la que muchos de los musulmanes habían emigrado previamente en lo que dio en llamarse la Hégira (Hijra), y marcó el inicio del actual calendario musulmán. 
La batalla de Uhud fue el segundo encuentro militar entre los habitantes de La Meca y los musulmanes, precedida por la batalla de Badr en el año 624, donde una pequeña fuerza de musulmanes derrotaron a la superior fuerza de La Meca. Marchando desde La Meca hacia Medina el 11 de marzo del año 625, los habitantes de La Meca deseaban vengar sus pérdidas en Badr y contraatacar a Mahoma y sus seguidores. Los musulmanes se prepararon para la guerra y los dos ejércitos lucharon en las laderas y llanuras de Uhud. 
Al principio de la lid, los musulmanes vencían a los politeístas de La Meca, pero durante el conflicto, un grupo de arqueros musulmanes encabezados por Abdul-lah Ibn Yubair, encargados de defender el flanco izquierdo de la montaña de Uhud, dejaron sus puestos asignados, ya que pensaron que había concluido el enfrentamiento y deseaban unirse a la toma de botín, y así fueron sorprendidos por un ataque contrario y resultaron vencidos.
Fue una grave derrota de los musulmanes con cerca de setenta martirizados, incluido Hamza Ibn Abd al-Muttalib, tío del profeta, que fue masacrado. También Mahoma resultó gravemente herido en el rostro, al caer en un pozo simulado con lanzas en el fondo. Se extendió el rumor de que había muerto y muchos musulmanes, desmoralizados, huyeron. Las mujeres lo recogieron y llevaron a una cueva cercana, donde le atendieron. Los mecanos sufrieron también muchas bajas, aun así, y se retiraron rápidamente, sin siquiera responder ni indagar por qué les tiraban piedras desde lo alto, defendiendo la cueva.